# 마쓰다이라 요리유키 (1858년)

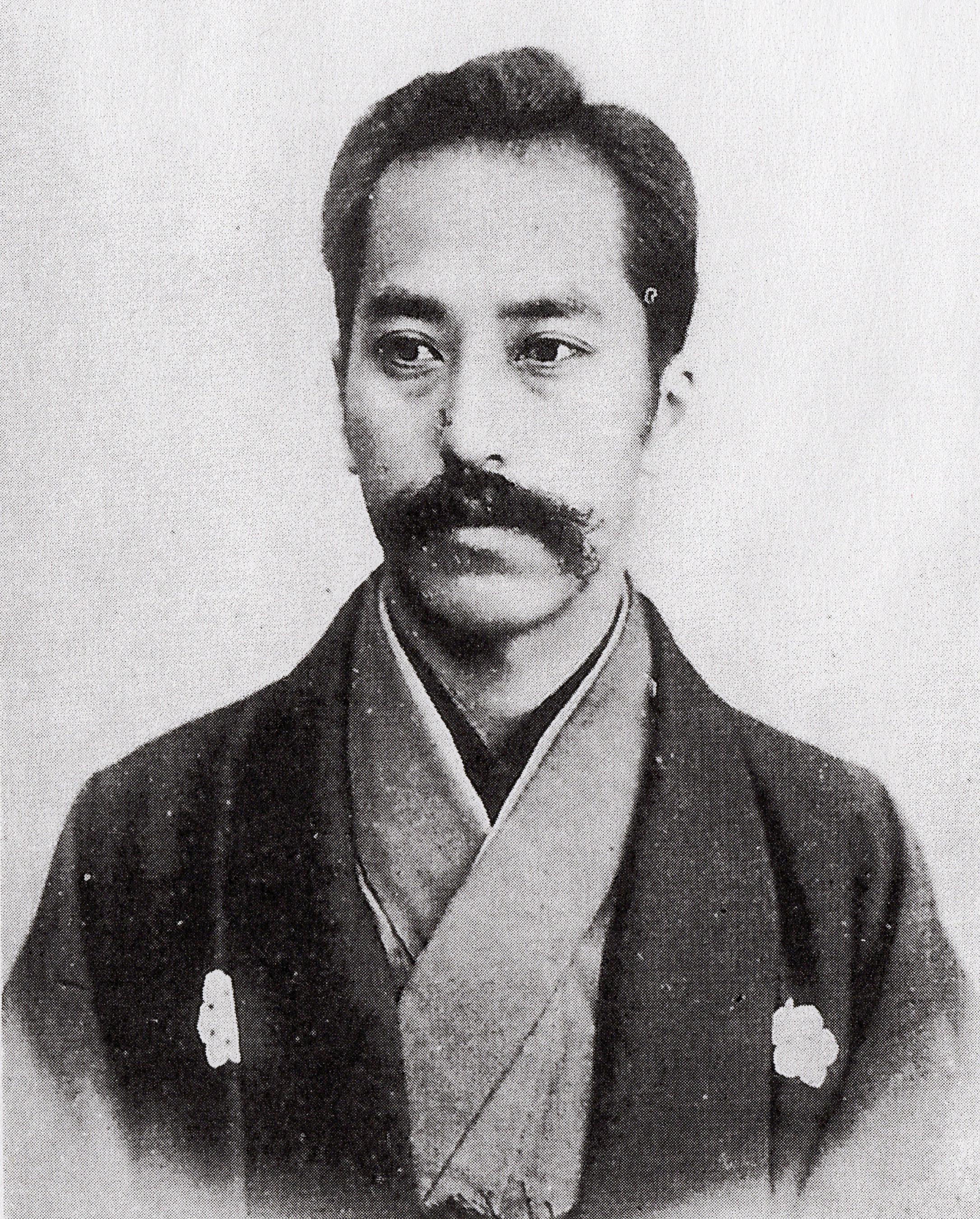

마쓰다이라 요리유키(일본어: 松平頼之, 1858년 7월 11일 ~ 1873년 8월 11일)는 에도 시대의 다이묘로, 모리야마번의 마지막 번주이다.
도쿠가와 나리아키의 스물두 번째 아들로 태어났다. 1869년, 모리야마 번의 6대 번주 마쓰다이라 요리노리가 은거하자, 양자가 되어 가문을 계승했다. 1870년, 번청을 히타치국 마쓰카와로 옮기면서 마쓰카와번의 지번사가 되었고, 이듬해 폐번치현으로 지번사직에서 물러났다. 1873년에 요절하였고, 나리아키의 열아홉 번째 아들이자 친형인 노부노리가 가문을 계승했다.
| 전임 마쓰다이라 요리노리 | 제8대 모리야마 마쓰다이라가 당주 1869년 ~ 1873년 | 후임 마쓰다이라 노부노리 |

| 전임 마쓰다이라 요리노리 | 제7대 모리야마번 번주 1869년 ~ 1870년 | 후임 폐번 |